# Martin Dudáš
Martin Dudáš (ur. 17 marca 1987 w Ostrawie) – czeski hokeista.

## Kariera
- HC Vítkovice U18, U20 (2002-2007)
  -  HC Poruba U20, (2004-2005, 2005-2006)
  -  HC 05 Banská Bystrica (2007)
- DHK Latgale (2007-2008)
- Cracovia (2008-2010)
- HC Vítkovice (2010)
  -  BK Mladá Boleslav (2010-2011)
  -  SK Horácká Slavia Třebíč (2010-2011)
  -  HC Vrchlabí (2011)
  -  HC Stadion Litoměřice (2012)
- Cracovia (2012-2013)
- HC Vítkovice (2013)
  -  HC Sumperk (2013-2014)
- HK Dukla Trenczyn (2014-2015)
- HC Koszyce (2015-2019)
- VHK Vsetín (2019-2020)
- Cracovia (2020-2022)
- HC Hawierzów (2022-)

Wychowanek HC Vítkovice i od kwietnia 2010 zawodnik tego klubu - do 2012 roku wypożyczany do innych zespołów. Od 2012 roku po raz drugi w karierze zawodnik Comarch Cracovii. Od września 2013 ponownie zawodnik HC Vítkovice (wraz z nim do klubu trafił były gracz Cracovii, Patrik Valčák). Po sześciu meczach wypożyczony do HC Sumperk. Od końca września 2014 zawodnik Dukli Trenczyn. Od maja 2015 zawodnik HC Koszyce. W maju 2019 przeszedł do VHK Vsetín. W lipcu 2020 ponownie został zawodnikiem Cracovii. Objął funkcję kapitana drużyny. Od czerwca 2022 zawodnik klubu z Hawierzowa.

## Sukcesy
- Złoty medal mistrzostw Polski: 2009, 2013 z Cracovią
- Srebrny medal mistrzostw Polski: 2010, 2021 z Cracovią
- Puchar Polski: 2021 z Cracovią
- Puchar Kontynentalny: 2022 z Cracovią